# Carolina Indriago
Lucbel Carolina Indriago Pinto (Valencia, 22 agosto 1980) è una modella venezuelana, eletta Miss Venezuela 1998.
È la prima donna di palesi origini africane a vincere il titolo di Miss Venezuela.
Ha vinto il concorso nel 1998, ed è stata la rappresentante ufficiale del Venezuela a Miss Universo 1999, concorso tenutosi a Chaguaramas, Trinidad e Tobago il 26 maggio 1999, dove si è classificata fra le prime cinque finaliste.